# Hiyori Kon
Hiyori Kon (en japonès 今日和; Ajigasawa, Aomori, 1997) és una lluitadora de sumo que treballa activament en favor de la igualtat de drets i d'oportunitats de les dones en les competecions professionals al Japó. L'any 2019, va ser inclosa en la llista de la BBC de les 100 dones més inspiradores i influents de tot el món.

## Trajectòria
Kon va començar a lluitar en el col·legi quan tenia sis anys, inspirada per l'interès que despertava aquest esport en els seus germans, i va començar a competir i guanyar. Quan va arribar a la universitat, on va estudiar teoria de gènere, es va convertir en la tercera dona a unir-se al club de sumo.
Kon considera que la lluita de sumo no és només un esport, sinó una forma d'expressar-se. Ha competit en el Campionat Mundial de Sumo a Taiwan com a aficionada, però de moment no existeix cap torneig professional femení enlloc del món. Aquesta prohibició va arribar al punt que dues dones van acabar tenint problemes per haver entrat en un ring a socórrer un home que s'hi havia desplomat.